# Lacumazès
Lacumazès (en latin : Lacumaces) est un roi massyle à l'époque de la seconde guerre punique.

## Biographie
Lacumazès est le fils cadet d'Oezalcès et un frère de Capussa. Il est placé très tôt sur le trône des Massyles par Mazétule, qui a détrôné et tué Capussa, et qui tenait Lacumazès en tutelle.
Dès que Massinissa est retourné en Afrique, Lacumazès a pris la fuite et s'est réfugié à la cour de Syphax afin de lui demander de l'aide ; mais avant d'atteindre la destination, il est attaqué par Massinissa, et échappe de peu à la capture.
De Syphax, il obtient des troupes auxiliaires, avec lesquels il rejoint son tuteur, Mazétule, et fait face à Massinissa, mais les deux armées sont vaincues. Lacumazès et Mazétule s'échappent et se réfugient à la cour de Syphax.
Massinissa l'incite à revenir et il est reçu à la cour massyle avec tous les honneurs dus à son sang royal.
Étant donné que Mazétule épousa la veuve d'Oezaclès, les historiens supposent que Lacumazès était le fils de celle-ci.

Arbre généalogique de la famille des Barcides.